# Lars-Håkan Stråge
Lars-Håkan Stråge, född 15 januari 1917 i Augerums församling, Blekinge län, död 10 april 2013 i Engelbrekts församling, Stockholm, var en svensk arkitekt.
Stråge, som var son till flaggstyrman Mauritz Andersson och Agnes Sandström, avlade studentexamen 1941 och utexaminerades från Kungliga Tekniska högskolan 1950. Han bedrev egen arkitektverksamhet i Stockholm från 1950, anställd vid Byggnadsstyrelsen 1950, blev arkitekt hos Svenska Riksbyggen 1952, stadsarkitekt i Visby stad 1953 och var stads- och distriktsarkitekt i Strängnäs stad från 1958. Under 1970-talet tjänstgjorde han som förste arkitekt vid byggnadslovsbyrån i Stockholms kommun.